# Милан Радоичић
Милан Радоичић (Пећ, 21. фебруар 1978) српски је предузетник и политичар. Бивши је потпредседник Српске листе.
Крајем септембра 2023. Радоичић је организовао и предводио побуну локалних Срба, која је убрзо прерасла у оружани сукоб у Бањској између групе Срба и Полиције Косова, у којем су погинули тројица Срба и један полицајац албанског етницитета. Због тих дешавања, Радоичић је саслушан и процесуиран од стране државних органа Србије.

## Пословна каријера
Заједно са својим тимом и кумом Звонком Веселиновићем у последњих десет година развио је послове широм Србије и Црне Горе, углавном у области трговине и саобраћаја.
Његово име први пут се у медијима појавило 2013. године, када је заједно са Звонком Веселиновићем оптужен за помагање у злоупотреби, док су Горан Макрагић и Иван Стаменовић у истој јавној тужби оптужени за злоупотребу јавног положаја, јавиле су Вечерње новости у време. У оптужници се наводи да су четворица оптужених копали шљунак на деоници Димитровград—Пирот, која је део Коридора 10, „без одговарајућих сагласности Министарства рударства и природних ресурса, као и без плаћања накнаде локалним властима, а испоручили га неимарима на траса нове саобраћајнице.”
Како преноси Балканска истраживачка мрежа (БИРН), Радоичић је заједно са својим кумом Звонком Веселиновићем, 2012. године оптужен да је наговорио Драгана Ђуричића, који је био одговорно лице предузећа Евро коп, да задржи 32 камиона по истеку закупа и преда им их. Обојица су 2015. ослобођени оптужби, док је Ђуричић осуђен на три и по године затвора. Главни разлог због којег је Радоичић пуштен је тај што је био у притвору од септембра 2009. до фебруара 2011. године, али у пресуди није наведено за шта је оптужен.
Веселиновић и Радоичић су 2019. ослобођени оптужби за нелегално ископавање шљунка.
Представник је ФК Трепча.

## Политичка каријера
Био је потпредседник је Српске листе, политичке странке етничких Срба на Косову и Метохији, све до оружаног сукоба у Бањској.
У лето 2017. Радоичић и Горан Ракић, председник Српске листе, састали су се у Будви са Бехђетом Пацолијем, бившим министром спољних послова Републике Косово, како би разговарали о могућности уласка Српске листе у Владу Републике Косово и подршке Рамушу Харадинају, за којим је Србија расписала потерницу због ратних злочина.
Председник Србије Александар Вучић је 12. септембра 2017. поменуо Радоичића као једног од „чувара Србије на Косову и Метохији”.
Министарство финансија САД је 8. децембра 2021. додало Радоичића на „црну листу”. Појединци са ове листе имају одузету имовину и особама из САД је забрањено да послују с њима.

### Тврдње о умешаности у убиство Оливера Ивановића
У постхумном интервјуу за БИРН, Оливер Ивановић, вођа Грађанске иницијативе „Србија, демократија, правда”, описао је Радоичића као једног од главних центара моћи на северу Косова и Метохије и изразио забринутост што га председник Вучић помиње као „чувара Србије”. Неколико месеци касније на Ивановића је извршен атентат.
Председник Вучић је 26. новембра 2018. за РТС рекао да Радоичић сигурно није убио Ивановића и да он „није учествовао у организацији, логистици, подстрекивању” на убиство. Он је додао да је Радоичић „увек био први на бранику северне Митровице”. Косовски тужилац Суљ Хоџа је у јулу 2019. године изјавио да је за Радоичићем расписана међународна потерница и истакао да је осумњичен да је помагао и организовао групу за убиство Оливера Ивановића, али и да је осумњичен за организовани криминал и трговину дрогом. Радоичић и Горан Ракић учествовали су на састанку са председником Вучићем и косовским Србима у Београду 22. новембра 2018. Дан касније, специјална јединица Полиције Косова РОСУ ухапсила је 23. новембра четири особе на северном Косову у вези са убиством Ивановића. Радоичић је рекао да не планира да одустане јер Полиција Косова жели да га убије.
Тадашња Ивановићева супруга Милена Поповић такође је изјавила да зна за умешаност Радоичића у атентату и позвала све државне органе да „не жмуре”.

## Оружани сукоб у Бањској
Радоичић је предводио групу српских милитаната која се сукобила са Полицијом Косова у Бањској 24. септембра 2023. У нападу су убијени један полицајац и три милитанта. Радоичић је наводно рањен, што је демантовао председник Србије Александар Вучић који је најавио и да се Радоичић после дешавања у Бањској налази на територији Централне Србије и додао да ће га саслушати српске власти.
Дана 3. октобра, девет дана после сукоба у Бањској, Радоичић је ухапшен и уз кривичну пријаву приведен у Више јавно тужилаштво у Београду као осумњичени за организовање нереда на Косову и Метохији у коме је погинуло четворо људи. Полицијски службеници Управе криминалистичке полиције су извршили претрес свих објеката на његово име. По саслушању Радоичића, судија за претходни поступак Вишег суда у Београду је одбио предлог Вишег јавног тужилаштва у Београду за одређивање притвора.